# Розвинівка
Розви́нівка — село в Україні, у Тупичівській сільській громаді Чернігівського району Чернігівської області

## Історія
У 2019-2020 роках село входило до Вихвостівської ОТГ.
12 червня 2020 року, відповідно до розпорядження Кабінету Міністрів України № 730-р від «Про визначення адміністративних центрів та затвердження територій територіальних громад Чернігівської області», село увійшло до складу Тупичівської сільської громади.
17 липня 2020 року, в результаті адміністративно-територіальної реформи та ліквідації Городнянського району, село увійшло до складу новоутвореного Чернігівського району.